# Семерджиево
Семерджиево (болг. Семерджиево) — село в Болгарии. Находится в Русенской области, входит в общину Русе. Население составляет 1 171 человек.

## Политическая ситуация
В местном кметстве Семерджиево, в состав которого входит Семерджиево, должность кмета (старосты) исполняет Мюжгян Ахмедова Халилова (Движение за права и свободы (ДПС)) по результатам выборов правления кметства.
Кмет (мэр) общины Русе — Пламен Стоилов (инициативный комитет) по результатам выборов в правление общины.